# 彗星 (航空機)
空技廠 D4Y 彗星
彗星一二型
- 用途：艦上爆撃機
- 分類：爆撃機
- 設計者：海軍航空技術廠[注釈 1]
- 製造者：愛知航空機
- 運用者： 大日本帝国（大日本帝国海軍）
- 初飛行：1940年11月15日
- 生産数：2,253機（二式艦偵との合計）
- 生産開始：1943年6月
- 運用開始：1943年後半
- 運用状況：退役

二式艦上偵察機
二式艦上偵察機一一型
- 用途：艦上偵察機
- 分類：偵察機
- 設計者：海軍航空技術廠[注釈 1]
- 製造者：愛知航空機
- 運用者： 大日本帝国（大日本帝国海軍）
- 初飛行：1940年11月15日
- 生産開始：1941年11月
- 運用開始：1942年5月
- 運用状況：退役

彗星（すいせい）は、大日本帝国海軍の艦上爆撃機。略符号はD4Y。連合国軍のコードネームは「Judy」。九九艦爆の後継機として1943年から戦線に投入され、急降下爆撃により連合軍艦艇に脅威を与えた。太平洋戦争末期には神風特別攻撃隊として、特攻機としても運用された。
試作機は十三試艦上爆撃機（じゅうさんしかんじょうばくげきき）であり、空母蒼龍に搭載されてMI作戦に投入され、海戦に参加した。その制式機が二式艦上偵察機（にしきかんじょうていさつき）で、ソロモン諸島の戦いより実戦投入された。艦爆型との違いは航空偵察カメラの搭載 
、爆撃装備（爆弾懸吊架、プロペラ圏外への誘導桿、信管風車押さえ）の撤去、および増加タンクの爆弾倉内設置であるが、芙蓉部隊では爆弾を積めるよう再改造された例がある。ここでは二式艦上偵察機についても述べる。

## 特徴

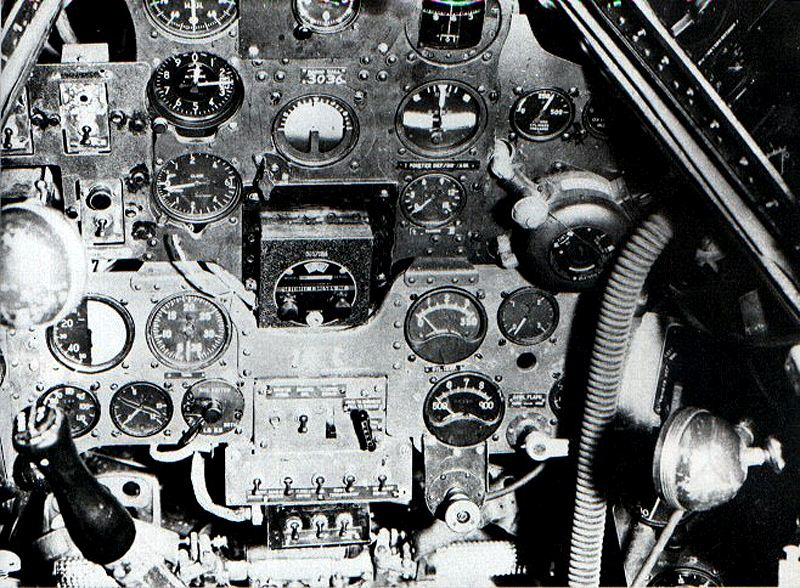
彗星の操縦席

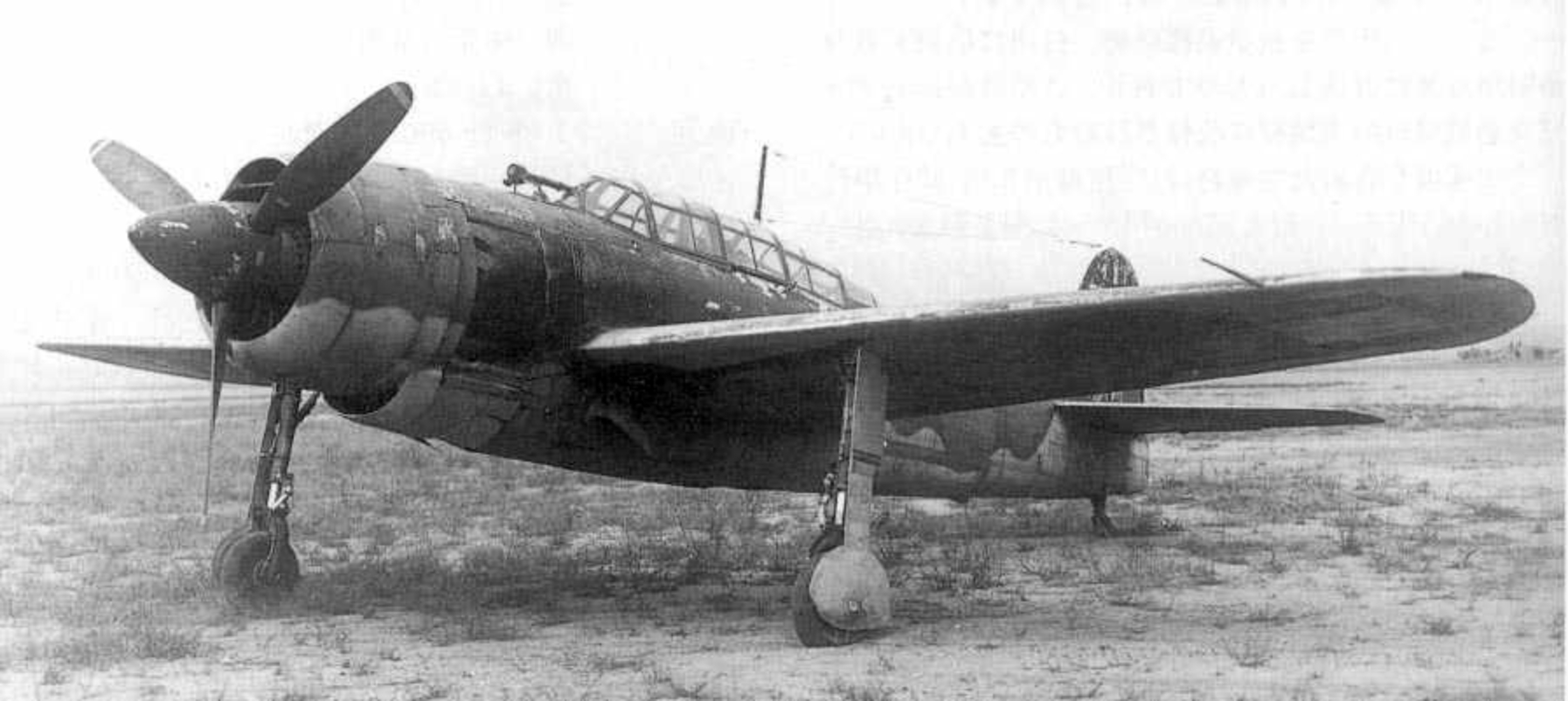
彗星三三型

艦上爆撃機「彗星」と「二式艦上偵察機」は同じ十三試艦上爆撃機から制式化された機体である。一つの試作機から二つの制式機が採用されるのは珍しく、また相違について様々な意見が存在するが、明確に区分された特徴がなく曖昧である。胴体内爆弾倉と断面積の小さな液冷エンジンを搭載することで空気抵抗を最小限に抑えた高速爆撃機として開発が始まり、九九式艦上爆撃機の後継機として「彗星」になり、また、実験中の十三試艦爆を艦上偵察機として採用したものが「二式艦上偵察機」である。
海軍の航空技術研究機関である海軍航空技術廠（以下、空技廠と略）で開発された本機は、当時の最新技術を多数盛り込んだ性能優先の設計とされた。本機で採用された機構は彗星自身の高性能化に貢献しただけではなく、後に開発される彩雲、晴嵐といった海軍機の多くにも採用された。最大の特徴は日本軍の艦載機としては初めて搭載された水冷エンジンで、同盟国ドイツのダイムラー・ベンツから購入したDB601Aをライセンス生産した「アツタ」二一型を搭載したが、決して大馬力とは言えない離昇1,200馬力で最大速度552 km/h（のちにアツタ三二型1,400馬力に換装されて580 km/h）の爆撃機らしからぬ高速性能を保持した。そのため、太平洋戦争後半期にはその高速性能を活かして夜間戦闘機としても運用されている。
反面で複雑な構造や水冷エンジンの採用は日本の生産・運用事情を考慮したものではなかったため、生産面や整備面で様々な不具合を惹起し稼働率の低下を招いた。特に水冷エンジンの生産が機体の生産数に追いつかず、航空機の大増産が進められる中で、生産性・信頼性の高い空冷エンジンに換装した三三型が製造されることとなった。元々、水冷型エンジンを考慮した胴体幅が細い機に太い空冷星型エンジンを搭載したため、速度の低下と上昇性能の悪化をまねき、空母艦載機や夜間戦闘機用途など優先度の高い部隊には引き続き水冷型エンジン搭載機が配備されることが決定し、水冷型彗星を製造してきた愛知航空機が空冷型彗星の製造へ転換した代わりに、水冷型彗星は製造場所を呉の第11海軍航空廠に移して終戦まで生産された。太平洋戦争末期に数的には主力となった空冷型彗星は、その後に特別攻撃用に改造された（仮称）四三型も製造されて、陸上基地からの攻撃任務や特攻に投入された。
水冷エンジンの採用について、設計主務者の山名正夫は「艦爆は、限られた数の母艦に搭載されるので、陸上での訓練機を見込んでも性能的に著しい差がある以上、液冷装備で行う」というのが当時の考えであったと戦後述べ、戦力化が遅れたために「計画当初の狙いとはまるで違った用法」になり大量に生産されてしまい、「結果からみると、これは誤っていたといわねばならぬ」としている。海軍航空本部に所属していた巌谷英一はこの点について、「機種の何たるとを問わず軍用機は消耗兵器であることを忘れてはならない」と指摘している。
艦爆としては異例の速度性能を実現した反面、着艦速度も従来機より高速となり、重量も増しているので艦上機としての運用は翔鶴型航空母艦のような正規空母でないと機体だけで発着するのは難しく、マリアナ沖海戦を戦った隼鷹（隼鷹型貨客船改造空母）艦長は「運用が難しかった」と証言している。実際のところ海軍は艦上爆撃機と艦上攻撃機の機種統合を計画しており、両方の性能を兼ね備えた艦上攻撃機流星を開発中だった。そのため海軍が次期主力艦上機を保持している空母にどれだけ積めるか調査した際も、搭載予定機は烈風（艦戦）、流星（艦爆／艦攻）、彩雲（艦偵）で計算されていた。事前計画の段階で彗星ではどれだけ積めるか、各空母で出した記録はない。

## 設計

### 機体

#### 胴体
胴体平面形は翼厚比約10パーセントの対称翼型に近く、また従来の「バッテン（しない定規）」を用いた作図ではなく代数式を用いた計算で断面図を作成し、風洞実験では「ほとんど表面摩擦抵抗のみに近い」結果が出るほど抵抗の少ない形状にまとめられた。胴体の高さを減じるために、従来尻の下に敷く形式の落下傘を用いていたところ新たに背負い式のものが開発されている。
水・油冷却器は開発の参考としたHe 118と同じく機首下面に装備されたが、そのダクト設計は全く異なっており、He 118がひとつのダクト内に両冷却器が直列に配置されていたのに対して彗星はダクトを分け、かつ油冷却器は水冷却器の前方ダクト内に配置することで冷却器部分の前面面積と形状抵抗を減じている上、それぞれ別のフラップを設けて個別に液温を制御できるよう計らった。過給器空気取入口は胴体左側に半埋込みとして突出を抑え、排気を吸わないよう排気管の前に伸ばして開口している。
爆弾倉の設置は空気抵抗の削減のほか冷却器の抵抗削減にも役立っており、また主翼位置が中翼となったために干渉抵抗が小さく済み、風洞実験では小さなフィレットを付与したところかえって抵抗が増したほどだった。
また特殊飛行中の不意自転が大問題になった九九艦爆の轍を踏まないよう、機体迎角が増すにつれて減退する方向安定性を小迎角時には適度に、大迎角時には十分にもつような、水平尾翼下部の胴体側面積を持たせる尾部配置とした。主翼の良好な失速特性とあわせ、彗星では不意自転の心配はまったくなかったという。
この部分は悪性のきりもみを防止、あるいはきりもみからの回復・離脱能力に有効で、垂直風洞における模型実験では補助翼、昇降舵、方向舵のいかなる操舵の組み合わせでも水平きりもみに入る傾向が見られなかった。
ただし、三三型では機首形状が変わったために方向安定性を増すため垂直尾翼の高さを上げて増積したが、装備部隊で不意自転による事故が発生している。

#### 主翼
重量軽減、構造簡単化、取り扱い利便のために主翼幅を折り畳み機構の不要な11.5 mとしており、翼面積を確保するためにアスペクト比は5.5と比較的小さくなっているが、高速時の性能を主とすれば不都合はなく、むしろ抵抗と構造重量の低減には好都合だった。平面形は翼端を丸めたテーパー比2:1の直線テーパー翼、取付角1度、上反角3.5度である。
翼上面は軽量と剛性を両立するため平板の下に波板を重ねた構造とし、下面は取り外し可能なセミ・インテグラル燃料タンクとして軽量と大タンク容量を成した。主翼面積は零戦二一型とおおむね同じながら翼内タンク容量はほぼ倍、翼面積が1.5倍近い九九式艦爆と同等の量を確保している。
当時主用されていた翼型は、翼厚比が大きくなると前縁半径が大きくなりすぎて抵抗が増え、翼厚比が小さくなると前縁半径が小さくなりすぎて失速特性が悪くなる欠点があった。彗星は中央部の翼厚が16パーセント、翼端部が6パーセントであったが、全幅の平均矢高線はNACA-230系としつつ、中央では前縁半径を標準の約半分、最大厚位置を翼弦の40パーセント位置とし、翼端ではそれぞれ約2倍（巌谷によれば約2.5倍）、20パーセント位置とした。翼端側は抵抗が大きくなるものの面積の大きな翼根側はいわゆる層流翼に近似して抵抗が小さくなり、さらに翼端側は翼根側より失速角が4度程度大きいため翼端失速防止のための捻じり下げが不要で高速時の抵抗をさらに減少できた。また翼根から翼端へは直線で結ばれ、翼表面が絞り加工の必要な二次曲面にならないよう配慮されていた。
高い翼面荷重で空母発着艦性能を満足するため、翼幅の60パーセントに及ぶ最大角度35度のセミ・ファウラー式フラップを装備した上に、フラップ全開時には補助翼が連動して左右とも10度下がる機構（フラッペロン）を持つ。フラップ前方の主翼下面には補助フラップがあり、フラップ使用時は上方に格納されて隙間の形を有利に整形し、主翼下面からフラップ上面への流れ込みを増やして効率を高め、フラップ格納時には主翼下面とフラップの間の隙間を塞いだ。補助フラップは抵抗板（空力ブレーキ）を兼ねており、急降下時は約70度開き、縦のモーメント変化のため昇降舵トリムタブが連動する。
補助翼は普通の比率よりかなり小さくなったが、工作不良に敏感なフリーズ型を止めてバランスタブつきのプレーン型を採用、各舵面前方の隙間を塞ぐ板をつけ、舵面の前方部を翼断面よりわずかに膨らませる境界層制御等によって広い速度範囲で人力操舵が可能で、空技廠による飛行実験中の改修は全く必要がなかった。しかし艦爆として許容範囲内の性能しか得ることが出来ず、後に夜間戦闘機として採用された際には効きの不足を指摘された。
なお、彗星三三型で左脚が出ず片脚着陸した松永榮中尉機は破損したプロペラと左翼端を交換、機体強度に問題が無い事を確認後、終戦まで飛び続けて本機の頑丈さを示した。

#### 電気・油圧系統
十二試陸上攻撃機（一式陸上攻撃機）から採用され始めた各部の電動化を広範囲に採用。油圧式は主車輪のブレーキとプロペラピッチ角変更機構のみで、脚の出入やフラップ・爆弾倉扉の開閉は電気モーターで作動する。これにより歯車など部品数が激増し量産性、整備性が低下した。電動化は油圧式よりも重量的に幾分軽く仕上がるものの、風圧や重力に逆らって駆動する力が弱く、未熟な電気駆動技術による不適切な艤装やモーター出力、及び、バッテリー容量の不足から故障や不具合が発生しやすく、現場の整備員もなれていなかったことから従来の油圧駆動式に比べ信頼性に劣った。ただし、油圧駆動式採用の機体であったとしても、基礎工業力の不足や整備教育の不備に起因する油漏れに関する故障が起きており、油圧式のほうが信頼性が高かったとは一概に言えない面もある。

### エンジン

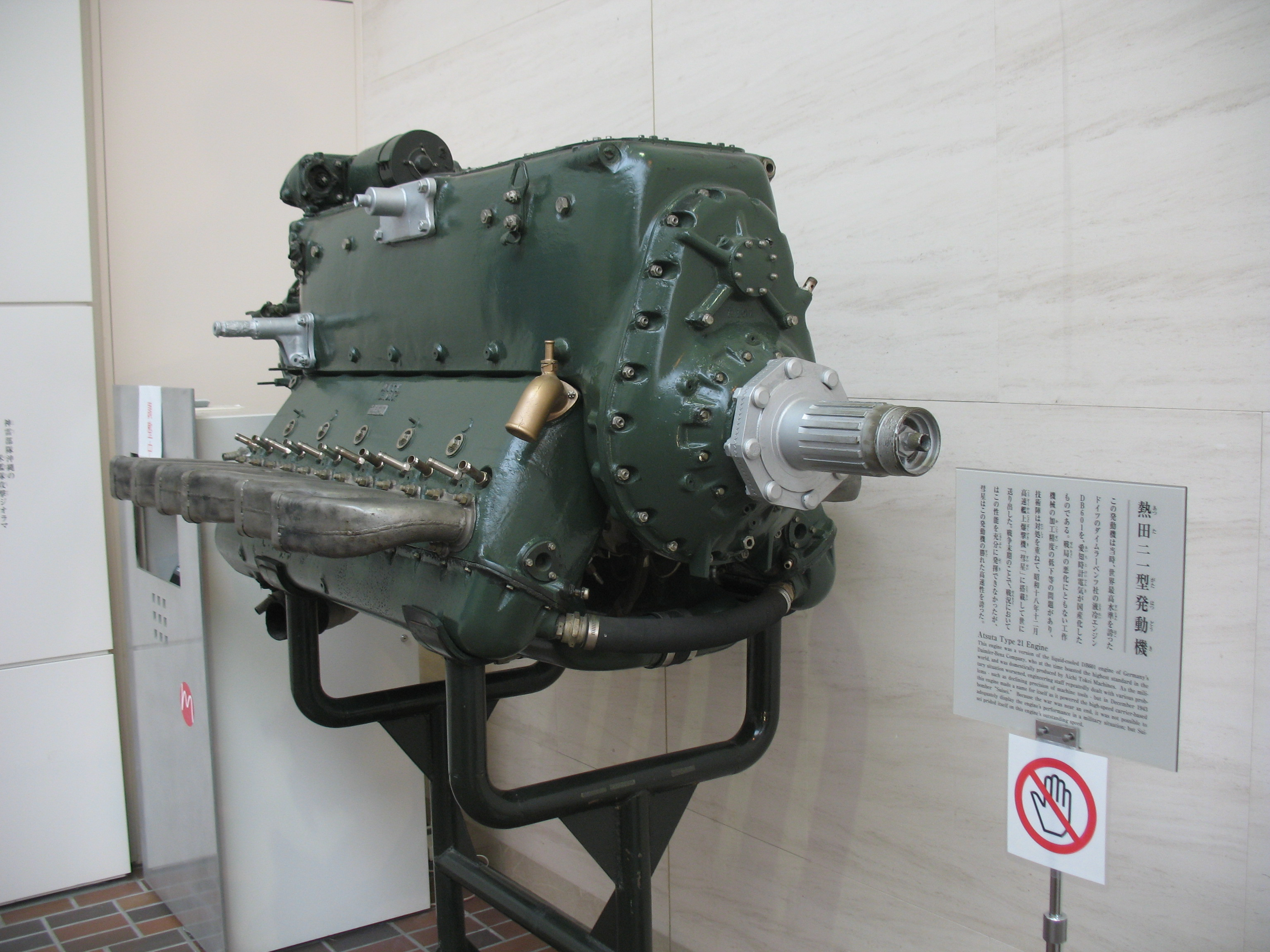
「アツタ」二一型

#### アツタエンジン
空気抵抗の面で有利と試算された愛知航空機製の水冷エンジンである「アツタ」を搭載した。このエンジンは当時同盟関係にあったドイツのダイムラー・ベンツから購入したDB601Aをライセンス生産した物である。日本海軍はDB 601のライセンス契約後により高性能の後継機DB601Aが開発されているのを知ると、早速ライセンス契約交渉に入り、1939年9月に契約締結にこぎつけたが、第二次世界大戦が勃発し、ナチス・ドイツの同盟国の日本に高度な技術が流出することを恐れた連合軍が妨害工作をしてくる懸念もあり、取得したDB601Aを日本まで輸送することが困難を極めた。日本海軍はどうにか10月15日になって確保できるだけのDB601Aをかき集めると、まずはロッテルダムまで輸送し、そこで輸送船に積み込んで海路で日本まで輸送した。
DB601Aの実機は愛知航空機に持ち込まれたが、精密なDB601Aエンジンの国産化に際して、フルカン接手式無段階過給機とボッシュ製燃料噴射装置の国産化が容易ではないと判断され、なかなか量産の見通しが立たなかった。そこで愛知航空機は、DB601Aが冷却液を不凍液としていた（液冷式）のに対して、真水を使えるようにする（水冷式）などの工夫をこらして量産化の目途をつけた。国産化にこぎつけた水冷型エンジンは、先にライセンス生産をしていたDB 601も含めて「アツタ」と呼称されるようになったが、「アツタ」の生産コストは空冷型エンジンと比較すると高価なものとなった。それは、複雑なシリンダーブロック、クランクケース、長大で加工困難なクランクシャフトとカムシャフト、高温高圧冷却システムなど手間のかかる工程が多いことが要因であったが、高コストであるため、大量生産には適さず、日本海軍が求める生産数を確保するのは困難な見通しとなった。この対策として生産されることになったのが空冷エンジン型の彗星である。（詳細は#性能向上と空冷型の登場参照）
DB601Aの国産型は「アツタ二一型」と呼称されたが、日本海軍は「アツタ二一型」の国産化の目途が立つとその性能向上型の開発に着手した。「アツタ」の性能向上型の開発は順調に進み「アツタ三二型」として完成して彗星に搭載されたが、「アツタ二一型」が1,200馬力だったのに対し「アツタ三二型」は1,400馬力に向上している。馬力が向上した分、磁器発電機が大型化しており「アツタ三二型」を搭載した彗星一二型は「アツタ二一型」を搭載した彗星一一型と比較すると、磁器発電機のサイズアップ分の膨らみが機首にみられるようになった。
一方で、日本陸軍も日本海軍と同じ頃にDB601Aのライセンス契約し、川崎航空機が担当して国産化した「川崎ハ四〇」を三式戦「飛燕」に搭載しているが、日本海軍と同じ頃に性能向上型の開発に着手している。「ハ四〇」の性能向上については、国産化した際にニッケルの使用禁止で部品強度の落ちていたこともあり、「アツタ」のように順調には進まず、日本陸軍は性能向上型を「ハ一四〇」と名付けて三式戦二型に装備したが、不具合が解消できずに、ついに終戦まで根本的な解決には至らず、陸海軍で明暗が分かれることとなった。しかし、国産型の「ハ四〇」ではなくライセンス生産したDB601Aを改造して搭載した実験用航空機「研三（キ78）」は、日本レシプロ機の最高速記録となる時速699.9kmを叩きだしている。

#### 可動率
整備面では、空冷エンジンを主に扱う日本軍整備兵が水冷エンジンの整備技術に乏しいことが、水冷型彗星の可動率低下の大きな原因となっていたとの指摘もあるが、可動率が低いのは水冷エンジン搭載機に限ったことではなく、日本軍全体が整備・修理システムの欠陥や、舗装率が低い粗悪な飛行場等の問題で、連合軍と比較すると著しく航空機の可動率が低く、戦後の米国戦略爆撃調査団による調査では、日本軍航空機の最前線における可動率は50％を遥かに下回っていた。そのような状況下でも、水冷エンジンの整備に習熟した整備兵がいれば水冷型彗星の可動率は決して低いということはなく、1944年後半以降は水冷エンジンの整備に熟練した整備員も増えており、空冷エンジンの零式艦上戦闘機の可動率も50％を切るような状況の中で、水冷型彗星の可動率60％以上を維持していた航空隊もいくつもあった。上記の米国戦略爆撃調査団の調査によれば、沖縄戦中の日本本土における作戦機の可動率は60％とされており、水冷型彗星の可動率は他の日本軍航空機と同水準であった。なかには、阪神地区でB-29を迎撃していた第三三二海軍航空隊（332空）の夜間戦闘機型彗星（詳細は#彗星夜戦参照）のように、1945年5月に332空に着任した水木泰少尉が、2か月間でB-29を2機撃破する戦果を上げていた間、配備されていた7機の彗星は全く故障もせずに作戦に従事していたような部隊もあった。
南方の過酷な条件で戦った部隊の他は、水冷型彗星の可動率が問題になるほど悪かったという事実はなく、水冷型彗星の可動率が殊更悪かったような印象になったのは、夜間戦闘機隊として編成された芙蓉部隊の指揮官美濃部正が戦後になって行った、整備困難で各基地に放置されていた「殺人機」と呼ぶほどの“難物”水冷型彗星をかき集めて芙蓉部隊に押し付けられたなどする、誤解に基づくネガティブな主張が広まったことにも一因がある。美濃部の自伝『大正っ子の太平洋戦記』の記述によれば、豊富な予備部品とアツタを熟知した整備兵をそろえた（メーカーで専門教育を受けた整備兵を教官にして自隊で教育する等）ことで、芙蓉部隊の彗星の可動率は他部隊より10 - 20％高かったとしている。1945年6月1日時点の芙蓉部隊の水冷型彗星は保有機30機に対して可動機22機、可動率73％であり、同時期の他部隊の水冷型彗星の可動率、第三〇二海軍航空隊（302空）41％、第三五二海軍航空隊（352空）29％、に比べ瞬間的には突出していた。ただし所属機数と可動機数が明らかとなっている日を遡ると、5月1日時点では水冷型彗星20機に対して、可動機7機で可動率は35％、1945年4月27日夜から28日未明にかけて、4月21日時点での水冷型彗星40機のうち出動可能のほぼ全力を投入、27日7機、28日20機の合計27機で可動率67.5％、1945年2月17日時点では水冷型彗星8機、可動機は3機で稼働率は37％と、一律に日本軍航空機の沖縄戦時の平均可動率60％を上回るような可動率を維持できていたわけではなかった。
また、可動と認定されて出撃した機でも故障により引き返す機も多く、4月中の大規模出撃では、4月16日に出撃した彗星9機中、4機が故障で引き返すか不時着、2機が未帰還で、作戦に従事して帰還した機はわずか2機、4月28日から29日未明は、彗星14機中、6機が故障で墜落もしくは引き返し、1機が爆撃装置の故障で投弾できず、7機が作戦に従事して帰還、4月29日から30日未明は、彗星12機中、4機が故障で引き返し、1機が未帰還、7機が作戦に従事し帰還という状況であった。5月初めには故障機の続出で十分な稼働機数を確保できなくなり、5月6日には天候が回復して出撃日和となったのにも拘わらず、機体整備に終日費やさざるを得なくなっている。ちなみに上記の上記の通り高い可動率で快調に活躍していた332空の彗星が、海軍航空本部から全機取り上げられて芙蓉部隊に配置されるなど、実際には芙蓉部隊は美濃部自身が著書で謝意を述べている通り、海軍航空本部から異例なほどの厚遇を受けていた。
太平洋戦争末期に首都防空の任に就いた第三〇二海軍航空隊（302空）では彗星の平均可動率が50％を大きく下回っており、1944年11月1日時点で整備・修理中14機に対して可動6機、12月1日時点でも9機に対し7機に過ぎなかった。ただし302空では不調・不具合の出た機はすぐ整備に回されていたため事故は他隊よりも少なく、1機撃墜を記録した中原三治はエンジン故障は一度もなかったと評価している。高等科整備術練習生（高整、特定エンジンについて詳細に学ぶ）教程を学んだ302空の整備員、野沢喬によれば、整備そのものはアツタ三二型の方が楽だったという。また空母翔鶴で二式艦偵の整備を担当し、のち戦闘901飛行隊で彗星一二型を整備した土屋忠上整曹もアツタ三二型の方が扱いやすかったと語っている。

### 装備
機銃は機首に九七式七粍七固定機銃を2挺、風防後部に九二式七粍七旋回機銃を1挺装備した。旋回機銃は一二型後期から一式七粍九旋回機銃1挺に変わったほか、一二型・三三型は二式十三粍旋回機銃を装備する甲型（略符号末尾a）も生産された。四三型は固定・旋回ともに機銃を装備しなかった。
爆弾は爆弾倉内に50番（500 kg）爆弾1発、25番（250 kg）爆弾1発、3番（30 kg）爆弾2発のいずれかを搭載するが、50番搭載時は爆弾倉扉を閉めることができなかった。一二型の途中から主翼下に3番/6番用の懸吊架が装着され、三三型では両翼下に25番を1発ずつ搭載可能（ただしその場合爆弾倉は25番1発まで）となった。四三型は爆弾倉内に80番（800 kg）爆弾1発を搭載可能としたが、急降下爆撃用の爆弾誘導桿（爆弾をプロペラ圏外に投げ出す機構）と閉めることができない爆弾倉扉は撤去された。
照準器は当初抵抗削減のために風防内に納まる光像式の九八式射爆照準器二型を装備した。これは零式艦上戦闘機に搭載された九八式射爆照準器一型とほとんど同一で、光像目盛を環状から方眼に改め、内蔵の「集光フィルター」を絞り板を挿入する方式に変更したものである。しかし下方視界が降爆には不足していた（所要12 - 13度のところ7 - 8度）ため、1943年春に眼鏡式の二式一号射爆照準器一型への変更が決定した。これは九五式射爆照準器の筒鏡先端に計算機連動のDプリズム（角度可変プリズム）を付加し、機上で飛行・目標データを管制機に入力すれば自動的に適切な照準修正角が設定されて満星照準（照準線の中心に目標を捉えること）が可能なもので、操縦者の経験と勘に依るところが大きかった従来の照準器と比べて技量未熟者の使用に特に効果があった。ただし、生産数不足からか従来の九九式射爆照準器を装備した機もあったほか、爆撃任務に就かない偵察部隊では照準器を取り外すこともあった。
四三型は最初照準器は装備しない予定であったが、最終的には二式一号射爆照準器を光像式に改め、計算機構に立体カムを取り入れた三式一号射爆照準器一型を装備した。ただし1945年4月以降の生産機で攻撃第三飛行隊に配備されたものは、より単純な照門式に変更されている。
また四三型は固体ロケット噴射装置が取付可能で、テストには成功し絶大な効果を確認したものの、駐機中の機体に取付られていたロケット筒が突然暴発し、勝手に前進した機体が次々に隣接の他機に衝突する事故が発生。原因も特定されず、爾後の補給、整備が伴わなかったため再び使用される事はなかった。

### アメリカ軍による評価
アメリカ海軍による彗星の評価は下記のとおりである。

## 開発

### 前史

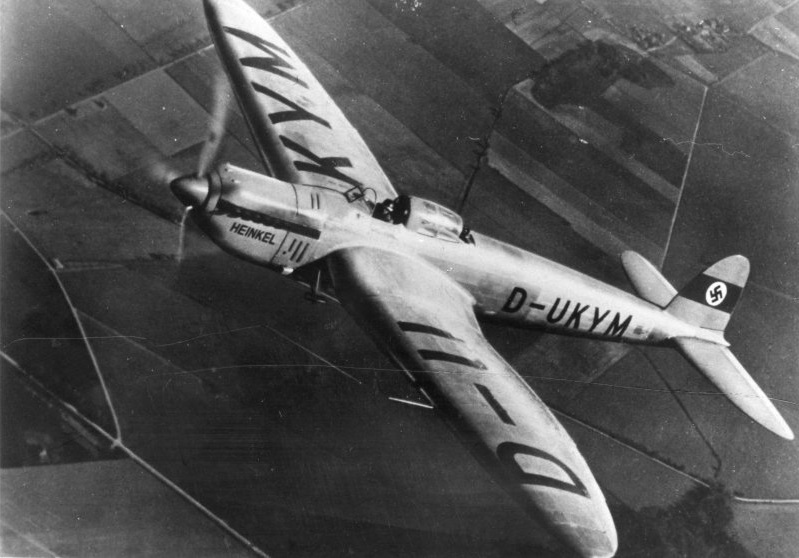
ドイツ軍急降下爆撃機He 118

1934年12月に初めての制式艦上爆撃機として九四式艦上爆撃機を採用した日本海軍は、翌1935年に発達型（九六式艦上爆撃機）の試作を愛知に発注するのと同時にそのさらに後継となる機体の設計をドイツのハインケル社に依頼した。この時ハインケルでは新設計のHe 118急降下爆撃機の開発が進んでおり（1936年2月初飛行）、海軍は翼端を折り畳み式に変更した機体のライセンス製造契約（エンジンを含む）を結びHe 118 V4（原型4号機）を見本として購入したほか、1936年に愛知、中島、三菱の3社に対して十一試艦上爆撃機の競作試作を指示した。
He 118 V4は1937年春に日本に到着したが、寸法・重量過大、操縦性鈍重、性能不満で採用は見送られた。このころ航空廠科学部から速度記録機を研究的に試作する提案が出ており、これに対して山名正夫技師が「純粋な実験機よりも改造すれば実用機になるようなものを手掛けるべき」という意見を出したこと、He 118が不採用になったことから、購入した実機を参考にできるだけ新機軸を盛り込んだ研究的半実用機としての新艦爆を航空廠で設計することとなった。
なおHe 118 V4は1938年に空中実験中水平尾翼が破壊して墜落。十一試艦上爆撃機は愛知が提出した機体が1939年12月に九九式艦上爆撃機として制式採用された。

### 試作
以上の経緯から山名を主務として研究に着手。1938年に十三試艦上爆撃機の試作名称で計画要求が決定し、同じく山名を主任設計者としてプロジェクト班が編成された。
「敵艦上機より長大な攻撃半径」、「短時間で接敵する高い巡航速度」、「迎撃してくる敵艦上戦闘機を振り切ることが可能な高速力」の三点を兼ね備えた高性能艦爆の獲得を目指して設定された計画要求値の概要は次の通り。
最高速度
280ノット（約519 km/h）
巡航速度
230ノット（約426 km/h）
航続力
高度3,000 mにて、
爆撃正規状態（250 kg爆弾装備）で800海里（約1,482 km）
爆撃過荷状態（250 kg爆弾装備、機内燃料満載）で1,200海里（約2,222 km）
その他
過荷重装備として500 kg爆弾の装備を可能にすること
1940年11月1日、AE2A（DB 600Gのライセンス生産型）を搭載した十三試艦爆試作一号機が完成した。初飛行は11月15日だが、本来16日の予定だったところこの時操縦した小牧一郎大尉（山名も同乗していた）は「気持ちよく浮いたので、つい飛んでしまった」といい、「素直で癖のない機体、エルロンもいいようだ」と評した。
しかしAE2Aは気化器の調整が「極めて困難」で満足に飛行実験を行うことが出来ず、後に十三試ホ号（アツタ二一型の試作名）に換装して実験を続けた。また水冷却器も能力が過少で、研究の末にエチレングリコールを用いない高温高圧水冷却法を確立、開発中の十三試ホ号にも導入された。
試作機は5号機まで製作され、性能テストでは当時の海軍機最高速度となる298ノット（552 km/h、高度4,750 m）を発揮、航続力も正規全備状態で巡航速度230ノット（426 km/h）・850海里（約1,570 km）、過荷重状態で1,400海里（約2,590 km）を記録、落下式増槽を装備した偵察過荷重状態では2,100海里（約3,890 km）と優秀な成績を示した。

### 艦偵として制式化
1941年10月21日、開戦前で真珠湾攻撃の準備中であった第一航空艦隊は、草鹿龍之介参謀長名で航空本部に対し、十三試艦爆の2機に零戦用の増槽を付与し偵察機型に改造したものを用意してほしいと要請したが、開戦には間に合わなかった。
既存の九八式陸上偵察機や九七式艦上攻撃機、零式水上偵察機に代わる高速偵察機の必要性を感じていた海軍は、海軍機最高速度と大航続力を記録した十三試艦爆に目を付け、開戦直前の1941年（昭和16年）11月に十三試艦爆40機を偵察機として次年度生産分に追加発注した。開戦後、まず2号機が実用実験と耐熱実験を兼ねて南方に進出したが、補用品不足と水冷却器・燃料タンクの漏洩などが原因で活躍はできなかった。3・4号機は空母蒼龍に搭載され、1機は事故で、もう1機はミッドウェー海戦でアメリカ機動部隊を発見するも空母飛龍の沈没と共に喪失した。
この時点で艦爆としての性能テストは未だ不充分かつ横須賀航空隊（横空）での実用試験にすら達していなかったが、1942年7月に二式艦上偵察機一一型（D4Y1-C）として制式採用された。しかし5号機が飛行実験中に空中分解事故を起こしたこともあって実験機が不足し、艦爆としての制式化は大きく遅れた。
5号機の空中分解事故は1942年8月15日横空での飛行実験中に発生し、高速での緩降下中に分解、操縦者坂本明大尉と同乗者有松漸機関少佐が殉職した。事故の状況と機体の破壊状況から尾部フラッターが疑われたが、模型風洞実験からフラッターは制限速度350ノット（650 km/h）の1.2倍以上の速度でないと発生しないと計算されており、フラッター発生の誘因となるマス・バランサの破断および調査中に判明した爆弾槽扉の飛散と尾翼への衝突はそれ自体がフラッター等で大きな力が加わらないと発生しないと判断された。そのためフラッターの成因を特定することが出来ず対策は爆弾槽扉の脱落防止に留まったが、1944年になって高速で急激な横滑り操作を行うと垂直尾翼に想定を超えた荷重がかかることが判明し、強度規定の改定、方向舵補強、尾翼マス・バランスの増大などの対策が実施され、山名は戦後の寄稿で「今から考えると5号機もこれと関連があったのかもしれない」と述べている。

### 愛知での量産、艦爆として制式化
開発と並行して量産の準備も進められ、1941年6 - 7月ごろ愛知に生産の打診があり、11月9日には1942年度分100機生産の内示が伝えられた。月内から翌1942年初めにかけて空技廠から図面が支給され愛知側ではチェックを進めると同時に機体製作に着手、転換生産1号機は9月21日に完成審査を受け10月5日に初飛行、11月15日に官領収飛行を終えた。この後1943年4月中旬までに30機が生産された（空技廠のテスト用のほかは艦偵仕様）が、この間の設計変更箇所は判明しているだけで254か所にのぼる。5月には月産が10機を超え、途中から艦爆仕様の機体も生産が始まったが艦偵仕様との内訳は不明。
空技廠では愛知生産機で飛行実験を再開、1943年12月（愛知資料では6月）にようやく彗星一一型（D4Y1）として制式採用となった。

### 性能向上と空冷型の登場

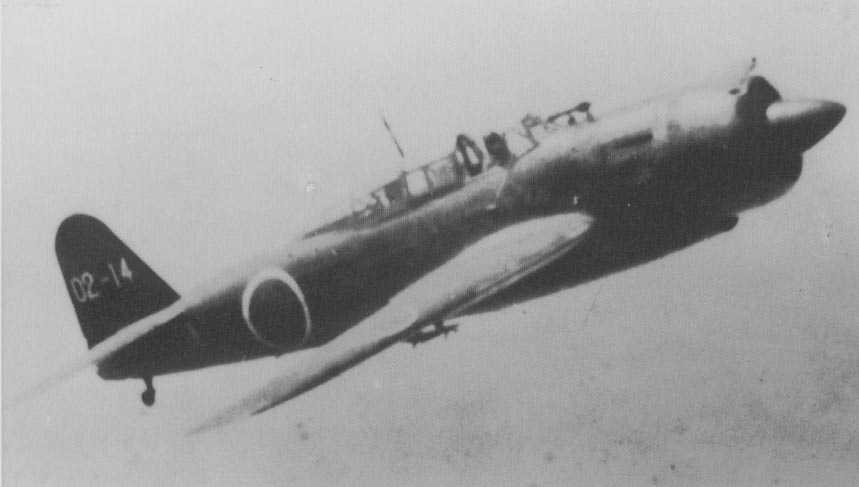
飛行中の彗星三三型

1942年末にアツタの性能向上が要請され、回転数増加、カムプロファイル変更、過給機能力向上などを盛り込んだアツタ三二型（AE1P）の試作・実験・生産準備が1943年2月から始められた。愛知では1944年5月にエンジンをアツタ三二型に換装、機体に小改修を加えた彗星一二型（D4Y2）および二式艦上偵察機一二型（D4Y2-R）へ生産を切り替えた。両機種の制式採用は1944年10月で、後述の通りこの時既に愛知は生産を打ち切っている。
1943年5月には、出力と整備性を向上させたアツタ三二型に換装した性能向上型の彗星一二型（D4Y2）試作一号機が完成した。しかし、上記の通りアツタが高コストで大量生産に向かなかったことや、生産されたアツタ三二型も、ニッケルなどの材料となるレアメタルの不足や工具の不足、工員の技量低下などが重なって、完成品の合格率がアツタ二一型より低下していたのに対して、日本海軍は前線では旧式化した九九式艦上爆撃機の代わりに、基地航空隊の主戦力として彗星を大増産することを計画しており、アツタの生産数の頭打ちは深刻な問題となっていた。そこで日本海軍は、1943年10月3日「発動機生産ノ状況ヲ考慮シタ現用機装備発動機変更二関スル打合覚」によって、零式艦上戦闘機など主力機の搭載エンジンを変更することによって生産数を増加させることを計画、彗星も空冷型エンジンを搭載することが決定した。
そのため1943年12月に、比較的供給に余裕があり出力の若干高い空冷エンジンの金星六二型を装着して生産されることになった。1944年5月23日に空冷1号機が初飛行、年内に彗星三三型（D4Y3）として制式採用され、愛知では8月に9機の彗星/二式艦上偵察機一二型（内訳不明）を生産したのを最後に彗星三三型へ全面移行した。彗星一二型はその高性能から彗星三三型と並行して生産が継続されることとなり、愛知に代わって11空廠が生産を引き継いだ。
空冷エンジンに換装された彗星はプロペラ軸が低くなったためプロペラ直径が3.2mから3.0mに縮小され、離陸滑走距離の増加を招いたが上昇性能は水冷型と大差なく、最大速度は304kt/h（563km/h）に低下。海軍航空本部があ号作戦直前に、空母で運用する艦上爆撃機や夜間戦闘機といった優先度の高い部隊には引き続き飛行性能に優れる水冷型彗星を配備、多少の性能低下は目をつぶっても数が必要な基地航空隊に空冷型彗星を配備することに決めている。このように空冷エンジンの彗星三三型は、日本海軍の計画と運用はあくまでも陸上爆撃機扱いであったが、着艦フックは残されており、空母での運用も可能であった。
実際にも、空冷彗星はまだ母艦航空隊であった頃の第六〇一海軍航空隊（601空）に配備されている。601空がまだ第二艦隊の第一航空戦隊、すなわち空母部隊に属していた時期の、昭和20年（1945年）1月1日付の同航空隊戦時日誌では、配備されている彗星はすべて「三三型」となっている。当時601空の第4飛行隊長（天山艦攻）だった肥田真幸大尉の回想でも、1945年1月早々に雲龍型航空母艦の天城で発着艦訓練を行ったとされている。さらに、終戦後に、第一技術廠（もとの空技廠の本廠）の連合軍への兵器引渡目録の「海軍現用機性能要目一覧表」では、三三型は「艦爆」とされている。
一方で、1945年初頭より11空廠で生産された水冷型彗星は、海軍航空本部の方針通り、優先度の部隊に配備されたが、既に日本海軍の空母艦隊は戦闘力を喪失していたので、夜間戦闘機用途として夜間戦闘機部隊に配備された。
1944年11月下旬、特攻を念頭に置いての彗星生産計画が動き出し、偵察員席の省略、無線や機銃の装備を廃止
して800 kg爆弾を懸吊、防弾鋼鈑の装着、機体後部に増速用噴進器（ロケット）の装備、着艦フックを設置していないなどの簡略化を施した彗星四三型（D4Y4）1号機が1945年2月12日に完成。すみやかに制式兵器に決まり、直ちに生産が移行された。彗星四三型は着艦フックが設置されていないように、空母での運用は当初から想定されておらず、上記の「海軍現用機性能要目一覧表」でも銀河と共に「陸上爆撃機」と区分されている、運用は偵察員が同乗する2座の1番機（500kg爆弾搭載）に追従する列機（2、3番機）専用の乗機として使われた。攻撃第三飛行隊、通称K3の増戸興助は800kg爆弾を積んで四三型で離陸した際、爆弾の重さで脚の緩衝装置が沈みきって機能せず、滑走路をいっぱいに使って何とか浮上、脚を引込んだがフラップは一度で全部引込むと墜落の恐れがあるため、高度獲得に合わせて少しずつ引き上げている。着陸時は爆弾を積んだままでは脚を折るため投下しなければならないが、投下の瞬間は機体が30ｍも浮き上がり、重かった操縦桿が軽く、プロペラの回転音も軽快になったという。
彗星と二式艦上偵察機を合わせた愛知での生産数は一一型705機、一二型281機、三三型536機、四三型296機で、ほかに11空廠で水冷型が約430機生産（内訳不明）された。

## 運用

### 二式艦上偵察機
前述の通り、十三試艦爆の3、4号機は偵察仕様に改造されて空母機動部隊に配備された。1942年5月、インド洋（セイロン沖海戦）から日本本土に戻ってきた第一航空艦隊（南雲機動部隊）隷下第二航空戦隊所属の空母蒼龍に、2機が積み込まれた。うち1機（操縦：飯田正忠 一飛曹／偵察長：近藤勇 飛曹長）はミッドウェー海戦にて利根4号機が発見した米機動艦隊を確認するため日本時間5時30分に蒼龍を発艦し、午前8時10分に同機動部隊を発見した。敵情の詳細報告は通信不良のため南雲機動部隊には届かず、空母飛龍（二航戦旗艦、山口多聞少将）に帰還してからの報告となったという。ただし第一航空艦隊の中には十三試艦爆の発見電報を受信した艦艇もあり、さらに後方にいた重巡熊野でも受信記録がある。後に飛龍が沈没した時に2機とも失われた。戦闘詳報では十三試艦爆の偵察を「敵機動部隊情況不明なりし際、極めて適切に捜索触接に任じ、その後の攻撃（飛龍の反撃）を容易にならしめたり。功績抜群なり」と評価している。
陸上における南方配備は1943年4月で、横須賀空にて二式艦偵一一型の飛行テストを担当していた市野明上飛曹と、西本幸一上飛曹らが2機でラバウル東飛行場に進出。偵察専門の151空（新設）に配属され同年6月7日に初出撃し、ニューギニア東端のムルア島、グッドイナフ島を偵察している。主翼下の増槽は付けっぱなしで、よほどの事がない限り投棄しなかったという。同年秋頃には二式艦偵（現地では彗星と呼ばれた）がトラック島経由で少しづつ補充され、それまで主力だった陸軍供与の百式司偵を機数で上回るようになりガダルカナル偵察等に活躍。両機の比較では、梶原上飛曹は全般に百式司偵よりも良かったとし、いっぽう市野上飛曹は一長一短だったと回想する。やがて司偵6機に対して12機を揃え主力機となるが、敵戦闘機が高性能化するに従い任務達成が難しくなってゆく。151空飛行長 堀知良少佐によると、高々度性能に優れ高度10,000 m以上を巡航できた百式司偵に比べ、速度でも一段劣る二式艦偵は犠牲が多かったとし、自衛の火器も装備していなかったとしている 。その後の強行偵察任務は後継の艦上偵察機彩雲が引き継ぐ事になる。

### 彗星

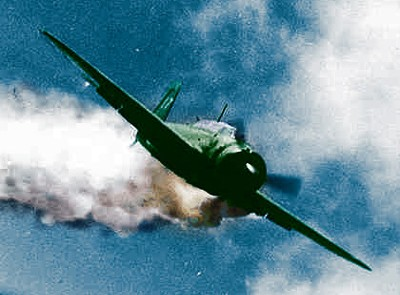
エセックスに突入する彗星（1944年11月25日、着色写真）

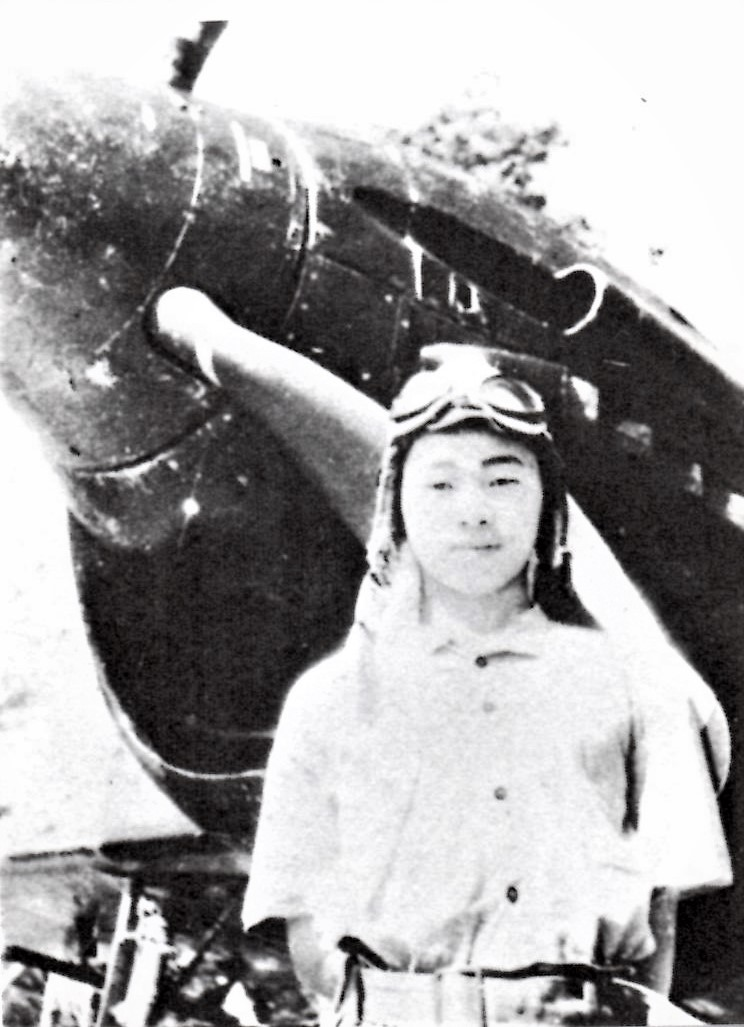
1945年初夏、藤枝基地で訓練中の芙蓉部隊島川二飛曹、後ろの彗星は夜間戦闘機型で右主脚のすぐ外側にロケット爆弾搭載用のレールが見える

彗星一一型が制式化する以前の1943年（昭和18年）7月、初めての彗星艦爆隊・第五〇一海軍航空隊（501空）が木更津飛行場で編成され錬成を開始、10月にラバウルへ進出したのが初陣となった。
1944年6月、マリアナ沖海戦で第二航空戦隊に分乗した第六五二海軍航空隊のうち空母隼鷹の搭載機は九九式艦爆と彗星を同時に運用することになったが、低速の九九式艦爆が先に発艦し、高速の彗星が後から追いかけるという複雑な運用を行った。
1944年（昭和19年）10月24日、レイテ沖海戦にて基地航空隊の彗星1機が急降下爆撃で軽空母プリンストンに命中弾を与えた。爆撃による損傷自体は軽微であったが、航空燃料供給のパイプが切断されて格納庫に航空燃料が流れ出し、格納庫内の艦載機の火災が流れ出た航空燃料に引火したこと、また電気系統も損害をうけてスプリンクラーが作動しなかったなどの消火での不手際が重なり、火災が広がって弾薬も誘爆し始めて重篤な損傷に至ってしまい、後に友軍駆逐艦による自沈処分とされた。プリンストンの救援作業に当たっていた大型軽巡バーミンガムも誘爆の巻き添えにより大破し、239人が死亡、4人が行方不明、408人が負傷という甚大な損害を被った。1発の爆撃で結果としてプリンストンを撃沈したこの彗星が、誰の乗機であったかは現在も判明していない。11月25日にはレイテ島上陸支援のために展開した正規空母エセックスに神風特別攻撃隊第三香取隊の山口義則一飛曹、酒樹正一飛曹が搭乗する彗星が突入し飛行甲板に命中、16人が戦死し44人が重傷を負っており、2か月間修理のために戦線を離脱している。このあとは、日本軍の特攻を主戦術にするという日本軍の方針もあって、特攻機として出撃する彗星が増えていった。
九州沖航空戦で日本近海に接近してきたアメリカ軍機動部隊に、彗星を含む多数の特攻機や通常攻撃機が攻撃に向かい、そのうち正規空母ワスプには彗星の特攻機が命中（彗星が投下した250kg爆弾という資料もあり）、250kg爆弾は格納庫下の居住区で爆発し、その衝撃で艦載機の航空燃料が下層甲板に流れ出したことから、火災範囲が拡大して大損害を被った。ワスプは本土に修理のために回航され、復帰は終戦間際の1945年7月にずれ込み、沖縄戦には参加できなかった。同航空戦で正規空母フランクリンに緩降下爆撃で致命的な損傷を与えたのも、アメリカ軍の記録には「JUDY」こと彗星であると記されているが、命中した爆弾が2発であったことから陸上爆撃機の銀河である可能性も示唆されている。フランクリンは同型艦のエセックスと同様に、レイテ戦中の1944年10月30日に特攻機の彗星が命中しており、81人の死傷者と艦載機8機が破壊されるなど大きな損害を被って修理のために戦線離脱しており、この被爆は損傷から戦線に復帰してまもなくの出来事であった。沖縄戦では零戦に次ぐ機数となる251機の彗星が特攻に出撃し、140機が未帰還となるなど中心戦力として戦い、沖縄戦でのアメリカ海軍の損害は、艦船沈没36隻、損傷368隻、艦上での戦死者は4,907名、負傷者4,824名と甚大なものになり、アメリカ海軍史上単一の作戦で受けた損害としては最悪のものとなっている。
芙蓉部隊は、夜間戦闘機部隊ながら彗星を装備して夜襲による艦船攻撃を行ったが実際の戦果はなく、菊水二号作戦では連合軍が上陸早々に占領して運用を開始していた、沖縄の飛行場に対する夜間攻撃任務に回された。当初は開発から間もなかったロケット弾の仮称三式一番二八号爆弾などを使用した低空からの精密攻撃を行っていたが、美濃部の想定を超える激しい敵対空砲火で甚大な損害を被ったことで、敵対空砲火が濃密な高度2,000 m以下での攻撃を諦めて高度4,000 mで敵基地周辺へ侵入後に急降下し高度3,000 mで投弾するという、急降下爆撃の投弾高度としては高い高度での不正確な爆撃戦術に切り替えざるを得なくなっている。
芙蓉部隊は、時折、飛行場に『大火災』を生じさせたと戦果報告し、また美濃部は戦後、1945年8月8日の伊江島飛行場攻撃で未帰還となった彗星1機の爆撃により「戦後米軍資料によれば揚陸直後の600機炎上」という大戦果を挙げた、などと著書で主張しているが、アメリカ陸軍の沖縄戦公式戦史『United States Army in World War II The War in the Pacific Okinawa: The Last Battle』では、日本軍の空襲によって地上で撃破されたアメリカ軍航空機(アメリカ海軍・海兵隊航空機も含む）の記録はなく、伊江島飛行場がそのような大損害を被った記録もない。沖縄戦で陸軍航空隊と海兵隊航空隊を統一指揮していたアメリカ第10軍戦術航空軍の戦時日誌によれば、砲撃、爆撃などあらゆる要因で地上撃破されたアメリカ軍機は1945年4月に6機、5月にも6機、6月以降は0機となっているが、これは主に、独立重砲兵第百大隊の八九式十五糎加農砲十五糎加農砲による砲撃と、義烈空挺隊による空挺特攻による戦果であって、伊江島飛行場に配備されていた第318戦闘機航空隊 の戦闘記録でも、日本軍による空襲の記述があるのは、芙蓉部隊が出撃していない1945年5月24日の義号作戦に伴う空襲のみとなっている。
夜襲に特化した芙蓉部隊の彗星は攻撃対象や命中戦果の目視確認が困難で、戦果報告が過大になったのは否定できないが、後方基地の藤枝を上手く機能させて戦力を維持。沖縄陥落後に他部隊の多くが後方へ下がったのに対し、最後まで沖縄夜間攻撃を続けている。延べ出撃機数は約600機、自爆、未帰還60数機、戦死77名と記録され、激戦にも壊滅せず長く持ちこたえたために損失機数も多い事がわかる。また飛行機の地上隠蔽が他部隊より徹底していて岩川では空襲を受けず、本土決戦に備えた飛行機温存策もあって、終戦時の保有機数は岩川、藤枝ともに70機ほどを残していた。
1945年8月15日に終戦を迎えると、菊水作戦の最高指揮官として、彗星を含む多数の特攻機を出撃させた第五航空艦隊司令長官宇垣纒中将は、大分基地で自ら「彗星四三型」の偵察員席に乗り込み、合計11機の「彗星四三型」で沖縄近海のアメリカ海軍艦隊に向かって特攻出撃したが（うち3機は、途中で不時着）、伊平屋島に墜落して同乗していた中津留達雄大尉と遠藤秋章飛曹長共々戦死した。

### 彗星夜戦

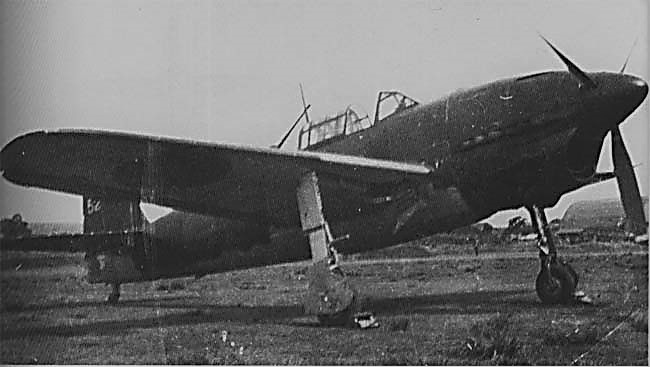
斜銃を装備した夜間戦闘機型の彗星一二戊型。302空などでB-29迎撃で活躍、芙蓉部隊でも使用されている

戦闘機に準じた機体強度と高速性能を持つことから、月光の夜間戦闘機化で実績のあった第三〇二海軍航空隊（302空）司令の小園安名大佐などの進言により、一二型に20mm斜銃を追加装備（試作機のみ30mm機銃）した一二戊型（D4Y2-S）が製造された。夜間戦闘機型彗星は湾曲歪みや映り込みを排除するため前方風防を平面ガラスに換装し、帝都防空を任務とする302空や332空、352空、横須賀海軍航空隊などの本土防空部隊に配備され、主にB-29の迎撃に投入された。彗星によるB-29の初撃墜は1945年2月10日に中芳光上飛曹・金沢久雄中尉ペアによって記録されているが、午後3時過ぎで夜間戦闘ではなかった。210空の水木泰少尉・松島一飛曹ペアは三号爆弾でB-29を撃墜し、三航艦司令長官の寺岡謹平中将から白マフラーを授与されている。
1945年5月25日（爆撃は翌26日の未明まで）の東京大空襲では、302空の記録では彗星4機、月光7機、雷電5機、零戦5機が迎撃してB-29を16機撃墜（アメリカ軍の公式記録ではこの日のB-29の損失は26機）。小園と協力して彗星の斜銃搭載に尽力した山田正治大尉も自ら夜間戦闘機型彗星で出撃し、斜銃でB-29を1機撃墜、1機撃破する戦果を上げたのち戦死している。この日、中芳光上飛曹・金沢久雄中尉ペアも1機を撃墜し、通算で5機目の撃墜を果たし彗星夜戦搭乗員で唯一のエースになった。横須賀海軍航空隊や、332空などでB-29の撃墜・撃破が記録されるなど、本土防空戦で活躍を見せた。302空の夜間戦闘機型彗星は厚木航空隊事件にも使われ、反乱将兵が陸軍の決起を促すために13機の彗星に乗り込んで、厚木海軍飛行場から陸軍児玉飛行場に向かったが、8月24日に説得に応じて彗星はその場で武装解除されている。
夜間戦闘機部隊として編成された芙蓉部隊にも配備されたが、実際には敵艦や敵飛行場への爆撃に使用されている。そのため、芙蓉部隊では斜銃を撤去して使用していたが、沖縄戦後期では夜間戦闘機から撃墜される機体が増えたためその対策として、斜銃装備の夜間戦闘機型彗星をそのまま作戦に投入している。しかし、芙蓉部隊の彗星は夜間戦闘機とは名ばかりで、搭乗員は“進攻爆撃”任務特化の方針によって射撃訓練など空戦の訓練を行っていなかった。1945年5月中旬に、屋久島上空でP-61ブラック・ウィドウを目撃した彗星一二戊型搭乗の津村国雄上飛曹は、自分に空戦技術がないことを認識しており、アメリカ軍の強力な夜間戦闘機相手では返り討ちにあう確率が高いと判断し、攻撃せずに退避したが、津村の報告を聞くや跳梁する夜間戦闘機に苛立っていた美濃部は「なぜ斜銃を撃たなかった！？」と叱責している。
1945年6月10日には、夜間戦闘機月光でB-24を体当たりで撃破（のちに全損で廃棄）した戦績を有する中川義正上飛曹・川添普中尉ペアの搭乗する彗星一二戊型が奄美大島付近でP-61 2機と交戦、1機を撃墜したと報告し、奄美の守備隊が墜落機の炎を確認していたため確実撃墜と判定された。しかしアメリカ軍の記録では、同日のP-61損失は戦闘・非戦闘いずれもなく、第二次世界大戦中に空戦で撃墜されたP-61は存在しないため、誤認戦果であった。

## 各種型式
海軍は、主力艦上爆撃機として大きな期待を寄せていたことから、様々な改造型を開発しており、多数の派生型が存在した。略符号に小改造を示す「甲」（a）が付く型は、旋回機銃を13mm機銃に変更した強化武装型である。
十三試艦上爆撃機（D4Y1）
DB601Aエンジンを搭載した試作型。生産数5機。「乙四」ともよばれた。
二式艦上偵察機一一型（D4Y1-C）
偵察用カメラと爆弾倉内蔵式増加燃料タンクを追加した艦上偵察機型。
二式艦上偵察機一二型（D4Y2-C/R）
エンジンをアツタ三二型に換装した艦上偵察機型。後方旋回機銃を13mm機銃に強化した一二甲型（D4Y2-Ca/Ra）も生産された（文献では主にD4Y2-Rが使われているが、陸上基地からの運用が多かった事からであり、D4Y2-Cも誤りではない）。
彗星一一型（D4Y1）
艦上爆撃機型としては最初の量産型。昭和18年（1943年）12月に正式採用。後方旋回銃を13mm機銃に変更した強化武装型の一一甲型（D4Y1a）も生産された。
彗星一二型（D4Y2）
エンジンをアツタ三二型に換装した艦上爆撃機型。昭和19年（1944年）10月に正式採用され、「彗星」艦爆隊の主力となった。二式艦偵一二型同様、後方旋回機銃を13mm機銃に強化した一二甲型（D4Y2a）も生産された。
彗星一二戊型（D4Y2-S）
一二型の偵察員席後方に20mm斜銃を追加した夜間戦闘機型。三〇二空を始めとする本土防空部隊と芙蓉部隊に配備。この型は、「彗星三二型」ともよばれたといわれる。
彗星二一型（D4Y1改）
彗星二二型と同様に、航空戦艦「伊勢」「日向」に搭載するため、カタパルトで射出できるように機体構造を強化したもの。
彗星二二型（D4Y2改）
航空戦艦に改装された伊勢型戦艦搭載用に機体構造を強化してカタパルト射出可能とした機体。一一型または一二型から改造（一一型はアツタ三二型への換装を含む）。一二型同様、後方旋回機銃を13mm機銃に強化した二二甲型（D4Y2a改）も生産された。

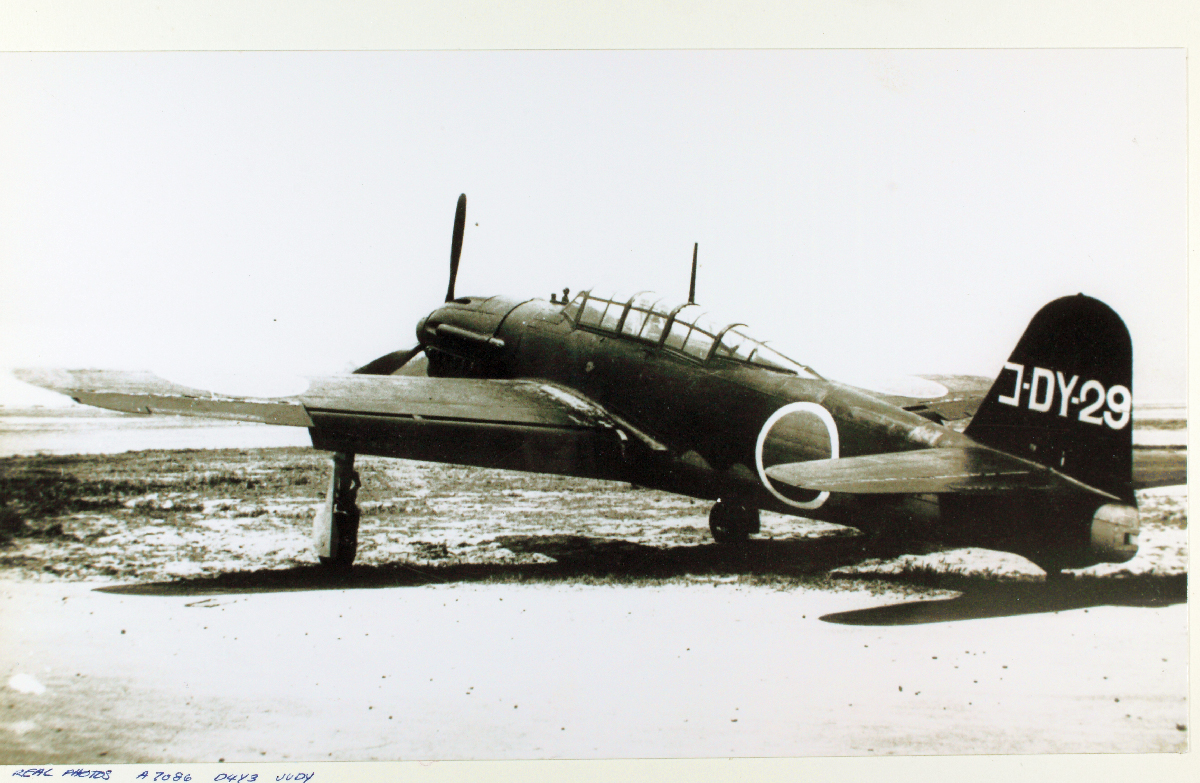
彗星三三型

彗星三三型（D4Y3）

エンジンを金星六二型（離昇1,560馬力）に換装した型。試作機を除き着艦フック無し。一二型同様、後方旋回機銃を13mm機銃に強化した三三甲型（D4Y3a）も生産された。
彗星三三型改造夜間戦闘機（略符号なし）
三三型の偵察員席後方に20mm斜銃を追加した現地改造の夜間戦闘機。大戦末期、302空が少数機を改造した。
彗星四三型（D4Y4）
後席廃止（一部は複座型に戻されている）、機銃なし、無線器なし、防弾装備強化、爆弾倉扉廃止などの改修を施した簡易型。800kg爆弾1発の搭載が可能。一般的には特攻仕様として認知されることが多い。増速ロケット（四式噴進器）5基の追加も検討され、実際に胴体下部にロケット装着用の切り欠きが作られたが実際には未装備（ロケットを装備すると空気力学的な問題が生じ、性能が低下する恐れがあるため）。
誉一二型（離昇1,825馬力）搭載案
検討された・搭載予定があったとする文献がある。『世界の傑作機』では型式名を彗星五四型としている。

## 諸元
| 制式名称   | 二式艦上偵察機一一型 | 彗星一一型 | 彗星一二型 | 彗星三三型 |
| ---------- | --- | --- | --- | --- |
| 機体略号   | D4Y1-C | D4Y1 | D4Y2 | D4Y3 |
| 全幅       | 11.50 m | 11.50 m | 11.50 m | 11.50 m |
| 全長       | 10.22 m | 10.22 m | 10.22 m | 同左 |
| 全高       | 3.295 m（三点時） | 3.175 m | 3.175 m | 3.069 m |
| 主翼       | 面積 23.6 m2 翼弦長 2.790m（付根）／1.395ｍ（翼端）／2.050ｍ（空力平均） 最大厚位置 付根 49％ 翼端 20％                    | 面積 23.6 m2 翼弦長 2.790m（付根）／1.395ｍ（翼端）／2.050ｍ（空力平均） 最大厚位置 付根 49％ 翼端 20％                    | 面積 23.6 m2 翼弦長 2.790m（付根）／1.395ｍ（翼端）／2.050ｍ（空力平均） 最大厚位置 付根 49％ 翼端 20％                    | 面積 23.6 m2 翼弦長 2.790m（付根）／1.395ｍ（翼端）／2.050ｍ（空力平均） 最大厚位置 付根 49％ 翼端 20％                    |
| 主翼       | 取付角 1度 捩じり下げ 0度 上反角 3.5度（前縁線にて） 縦横比 5.60 先細比 0.5 後退角 32%翼弦を左右一直線とする               | | | |
| 胴体       | 高さ 1.830m 幅 1.068m | 高さ 1.830m 幅 1.068m | 高さ 1.830m 幅 1.068m | 高さ 1.830m 幅 1.068m |
| 降着装置   | 電動引込式 車輪間隔 4.630m 主車輪 直径/幅 600mm/175mm 尾輪 直径/幅 200mm/75mm（三三/四三型は固定尾輪） 三点静止角 11度24分 | 電動引込式 車輪間隔 4.630m 主車輪 直径/幅 600mm/175mm 尾輪 直径/幅 200mm/75mm（三三/四三型は固定尾輪） 三点静止角 11度24分 | 電動引込式 車輪間隔 4.630m 主車輪 直径/幅 600mm/175mm 尾輪 直径/幅 200mm/75mm（三三/四三型は固定尾輪） 三点静止角 11度24分 | 電動引込式 車輪間隔 4.630m 主車輪 直径/幅 600mm/175mm 尾輪 直径/幅 200mm/75mm（三三/四三型は固定尾輪） 三点静止角 11度24分 |
| 自重       | 2,440 kg | 2,510 kg | 2,635 kg | 2,501 kg |
| 過荷重重量 | 3,870 kg | 3,960 kg | 4,353 kg | 4,657 kg |
| エンジン   | アツタ二一型（離昇1,200馬力）                                                                                              | アツタ二一型（離昇1,200馬力）                                                                                              | アツタ三二型（離昇1,400馬力）                                                                                              | 金星六二型（離昇1,560馬力）                                                                                                |
| プロペラ   | 直径 3.2ｍ 3翅 ピッチ角 24～52度                                                                                           | 直径 3.2ｍ 3翅 ピッチ角 24～52度                                                                                           | 直径 3.2ｍ 3翅 ピッチ角 24～52度                                                                                           | 直径 3.0m 3翅 ピッチ角 26～56度                                                                                            |
| 最大速度   | 533.0 km/h（高度3,000 m）                                                                                                  | 546.3 km/h（高度4,750 m）                                                                                                  | 579.7 km/h（高度5,250 m）                                                                                                  | 574.1 km/h（高度6,050 m）                                                                                                  |
| 上昇力     | 高度3,000 mまで5分45秒 | 高度5,000 mまで9分28秒 | 高度3,000 mまで4分36秒 高度5,000 mまで7分14秒                                                                              | 高度3,000 mまで4分35秒 高度6,000 mまで9分18秒                                                                              |
| 航続距離   | 1,519 km（正規） | 1,783 km（正規） 2,196 km（過荷）                                                                                          | 1,517 km（正規） 2,389 km（過荷）                                                                                          | 1,519 km（正規） 2,911 km（過荷）                                                                                          |
| 武装       | 機首7.7 mm固定機銃2挺（携行弾数各600発） 後上方7.7 mm旋回機銃1挺（97発弾倉×6）                                             | 機首7.7 mm固定機銃2挺（携行弾数各600発） 後上方7.7 mm旋回機銃1挺（97発弾倉×6）                                             | 機首7.7 mm固定機銃2挺（携行弾数各400発） 後上方7.7 mm旋回機銃1挺（97発弾倉×6）                                             | 機首7.7 mm固定機銃2挺（携行弾数各400発） 後上方7.92 mm旋回機銃1挺（75発弾倉×3）                                            |
| 爆装       | なし | 胴体250 kgまたは500 kg爆弾1発                                                                                              | 胴体250 kgまたは500 kg爆弾1発 翼下30 - 60kg爆弾2発                                                                         | 胴体250 kgまたは500 kg爆弾1発 翼下250 kg爆弾2発                                                                            |
| 乗員       | 2名 | 2名 | 2名 | 2名 |

## 現存機
| 型名          | 機体写真      | 国名                    | 保存施設/管理者                      | 公開状況 | 状態          | 備考 |
| ------------- | ------------- | ----------------------- | ------------------------------------ | -------- | ------------- | --- |
| 三三型        | 2015年5月撮影 | アメリカ                | プレーンズ・オブ・フェイム航空博物館 | 公開     | 静態展示      | 同博物館で保管されていた残骸が2013年には自走可能状態まで復元されている。但し、エンジンはオリジナルではなく空冷のプラット・アンド・ホイットニー R-1830エンジンに換装されているため、三三型か四三型のような外見になっている。同博物館のWebサイトでは「Yokosuka D4Y3 Model 33 'Suisei'」と紹介されているが、三三型、四三型いずれを想定して復元しているものか判断がつかない。また、着艦フックも装備している。 |
| 一一型 (推定) |               | アメリカ 北マリアナ連邦 | 未詳                                 | 公開     | エンジン のみ | 北マリアナ連邦のロタ島の空港駐車場脇にアツタ二一型エンジン1基がプロペラが付いた状態で、零戦の栄二一型3基、天山の火星二五型1基とともに展示されている。展示といっても、コンクリートの台の上に雨ざらしで置かれているだけで、柵や解説等も全くない。以前は零戦の機体の残骸も置かれていたが現在はない。展示というよりも放置に近く自由に触れることができる。戦後に同地を訪れた元ロタ島守備隊員の証言によるとマリアナ沖海戦の際にF6Fヘルキャット戦闘機に追われてロタ島の海軍航空基地（現ロタ国際空港）に不時着した機体のものであるという。1944年6月19日に空母「隼鷹」を発進した彗星1機（阿部善朗大尉・中島米吉少尉）が1時間近くF6Fに追跡され、かろうじて滑走路に着陸している記録と符合している。 |
| 一一型        |               | 日本                    | 遊就館                               | 公開     | 静態展示      | アツタ二一型エンジンとともに展示されている。機番は「鷹-13」。 1972年（昭和47年）にカロリン諸島ヤップ島の旧滑走路脇のジャングルで発見された機体。1980年（昭和55年）日本テレビの協力で回収され、陸上自衛隊木更津駐屯地において飛行機研究家や愛好家ら延べ200人以上の手により復元された。修復の模様はテレビ番組（木曜スペシャル）で放映された。現在は靖国神社の遊就館に奉納展示されている。1980年当時テレビ番組の限られた予算と日数のため状態は良いとはいえなかったが、2016年（平成28年)春から秋にかけて彗星奉納関係者や専門家の手による大がかりな修復工事が行われ、鷹部隊のオリジナル塗装など細部にいたるまで復元されて一新した。日本国内では、唯一現存する旧日本軍の爆撃機である。また計器以外はオリジナル部材が多数残る機体であり、世界で唯一完全な形を保つ水冷式彗星の実機として非常に貴重である。 |
| 未詳          |               | パラオ共和国            | 未詳                                 | 公開     | 残骸          | パラオ共和国の本島であるバベルダオブ島のパイナップル工場跡前にエンジンと水平尾翼、他部品が設置されている。この尾翼は稼働し自由に触ることもできる。 |

## 関連作品
ゲーム
『R.U.S.E.』
日本の戦闘爆撃機として登場。
『War Thunder』
Ver1.71 アップデートにて一二型と三三甲型が登場（急降下爆撃が可能。）Ver. 1.75 アップデートにて一一型が登場。
『アズールレーン』
彗星・彗星一二型甲・彗星二一型として登場する。
『艦隊これくしょん -艦これ-』
彗星・彗星一二型甲・彗星（江草隊）・彗星（六〇一空）・彗星二二型(六三四空)・彗星二二型(六三四空/熟練)・彗星一二型(六三四空/三号爆弾搭載機)・彗星一二型(三一号光電管爆弾搭載機)・二式艦上偵察機が登場する。
「gunship sequal ww2」
D4Y1 「judy」という名で登場
アニメ
『荒野のコトブキ飛行隊』
エリート興業社長のトリヘイが後部銃座に搭乗していた。この機体は翼に「エリヰト」という文字がマーキングされている。ナンコーの油田火災を爆風消火するために、エリート興業仕様の機体をキリエとケイトが乗り使用した。
小説
『レイテ驀進1 逆襲の機動部隊』
マリアナ沖海戦にて、豊畑穣中尉が中隊長を務める攻撃隊182機が飛来し、アメリカ海軍の第五八任務部隊を攻撃する。豊畑穣中尉機は敵の攻撃によって後部搭乗員の吹田世嗣二飛曹が死亡するも、レイモンド・スプルーアンスが艦長を務める重巡洋艦「インディアナポリス」に対して急降下爆撃を行い、撃沈するという戦果を挙げる。
『彩雲の城』
尾上与一著、「彗星」のペアである操縦員と偵察員が徐々に惹かれ合う様子を描いたボーイズラブ小説。
漫画
『明けの彗星』
滝沢聖峰著、航空戦記短編集の中の一作で彗星一二戊型が活躍する。
『青い投弾線』
滝沢聖峰著、帝国海軍戦闘隊の中の一作。米空母「プリンストン (CVL-23)」を撃沈している。
『闇の彗星』
滝沢聖峰著、岩川基地での話。
『ヤシュウタイ』
こがしゅうと著、芙蓉部隊所属の彗星の活躍を描く、こが自らが元芙蓉部隊隊員から取材して執筆している。